# Marie-Anne de Bavière (1660-1690)
Pour les articles homonymes, voir Marie-Anne de Bavière.
 (décembre 2014).
Si vous disposez d'ouvrages ou d'articles de référence ou si vous connaissez des sites web de qualité traitant du thème abordé ici, merci de compléter l'article en donnant les références utiles à sa vérifiabilité et en les liant à la section « Notes et références ».
Titre
Dauphine de France
7 mars 1680 – 20 avril 1690
(10 ans, 1 mois et 13 jours)
Marie Anne Christine Victoire de Bavière, née Maria Anna Christina Victoria von Bayern, est une princesse bavaroise née le 28 novembre 1660 à Munich et morte le 20 avril 1690 à Versailles. 
Sœur de l’électeur Maximilien II de Bavière, de l’archevêque-électeur de Cologne Joseph-Clément de Bavière et de Violante-Béatrice de Bavière, épouse du grand-duc de Toscane Ferdinand III de Médicis, la princesse épouse en 1680 le dauphin Louis de France, fils de Louis XIV. Elle est la mère du roi d'Espagne Philippe V et la grand-mère de Louis XV.

## Biographie

### Jeunesse

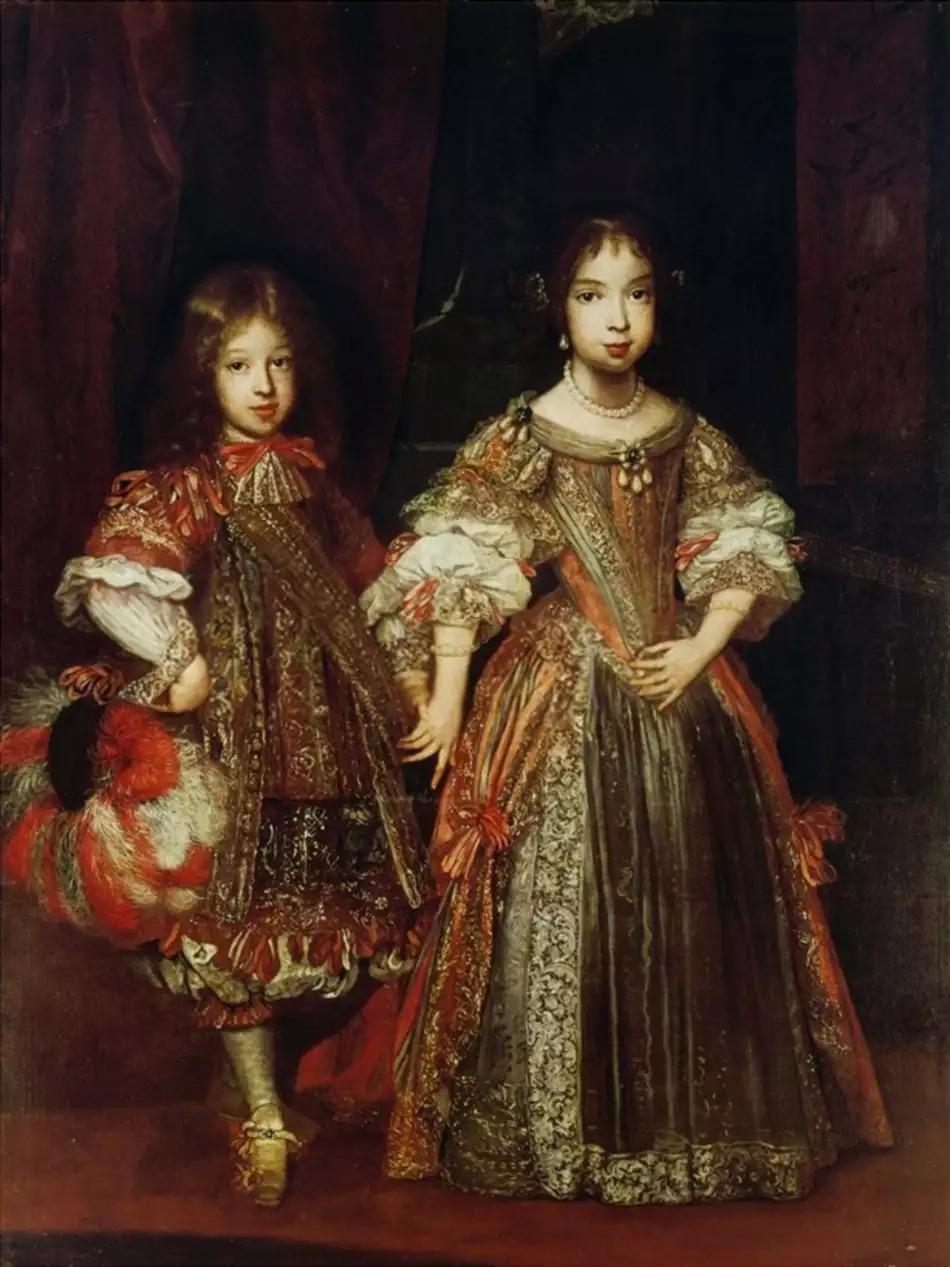
Marie-Anne avec son petit frère Maximilien-Emmanuel, par Sebastiano Bombelli.

Fille aînée de l’électeur Ferdinand-Marie de Bavière et d’Henriette de Savoie, Marie-Anne de Bavière est promise dès ses huit ans, en 1668, à son cousin Louis de France dit le « Grand Dauphin », qui en a sept.
En prévision d’une aussi brillante destinée, elle reçoit une éducation soignée. Outre l’allemand, elle parle couramment le français et l’italien et comprend le latin. Elle manifeste très tôt sa fierté de devenir dauphine de France, pays dont elle se sent proche : sa mère, fille de Christine de France et petite-fille d'Henri IV, est cousine germaine de Louis XIV.

### Dauphine de France

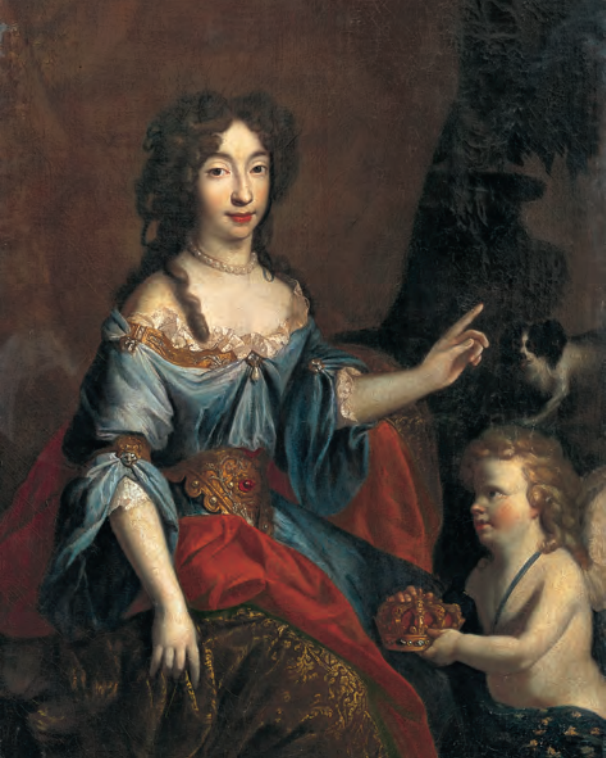
Madame la Dauphine en 1680.

Elle épouse le « Grand Dauphin » le 7 mars 1680. Elle reçoit un accueil chaleureux. Dès son arrivée à Strasbourg qui n'est pas encore française, elle est accueillie en allemand par les autorités de la ville qu'elle interrompt en ces termes : « Messieurs, parlez-moi français ! ».

Les chroniqueurs s’accordent sur l'imperfection de son physique. Sa cousine et tante la princesse Palatine, belle-sœur du roi,  qui souffre elle aussi d'un aspect disgracieux, la trouve « horriblement laide ». Madame de Sévigné reconnaît qu’elle n’est pas jolie mais vante son charme : 

« Madame la dauphine est l’objet de l’admiration : le Roi avait une impatience extrême de savoir comment elle était faite. Il envoya Sanguin, comme un homme vrai et qui ne sait point flatter : “Sire, dit-il, sauvez le premier coup d’œil, et vous en serez bien content”. Cela est dit à merveille ; car il y a quelque chose à son nez et à son front, qui est trop long, à proportion du reste ; elle fait un mauvais effet tout d’abord. Mais on dit qu’elle a une si bonne grâce, de si beaux bras, de si belles mains, une si belle taille, une si belle gorge, de si belles dents, de si beaux cheveux, et tant d’esprit et de bonté, caressante sans être fade, familière avec dignité, enfin tant de manières propres à charmer, qu’il faut lui pardonner ce premier coup d’œil… »

 Elle ajoutera plus tard : « Sa laideur n’est point du tout choquante, ni désagréable ; son visage lui sied mal, mais son esprit lui sied parfaitement bien. Elle ne fait pas une action, ne dit pas une parole, qu’on ne voie qu’elle en a beaucoup ».

### Vie publique
Malgré ces débuts prometteurs, les relations de la princesse avec la Cour se dégradent rapidement. Louis XIV entend que sa belle-fille remplace dans ses fonctions officielles la reine Marie-Thérèse, morte en 1683. Or si elle en a les capacités, le goût de la représentation lui fait défaut. Madame de Caylus, nièce de madame de Maintenon, s'en porte témoin : 

« Le Roi, par une condescendance dont il se repentit, avait laissé auprès de madame la dauphine une femme de chambre allemande élevée avec elle, et à peu près du même âge : cette fille, appelée Bessola, […] fut cause que madame la dauphine, par la liberté qu’elle eut de l’entretenir et de parler allemand avec elle, se dégoûta de toute autre conversation et ne s’accoutuma jamais à ce pays-ci. »

 À sa décharge, elle ajoute que le caractère de la dauphine, « ennemi des médisances et de la moquerie », peut avoir dicté son refus de prendre part à la vie de Cour, faite de « raillerie et de malignité ».
Mais c'est l'attachement de Marie-Anne pour sa femme de chambre Barbara Bessola qui semble la cause la plus décisive d'un goût pour la retraite « peu convenable aux premiers rangs ». Pour cette raison, le roi propose de marier la femme de chambre à un homme de qualité, ce qui lui permettrait de participer à la vie officielle et, par la même occasion, romprait l’isolement de sa maîtresse « Mais la dauphine, par une délicatesse ridicule, répondit qu’elle ne pouvait y consentir, parce que le cœur de Bessola serait partagé. »

Conseillé par madame de Maintenon, Louis XIV croit, 

« à force de bons traitements, par le tour galant et noble dont il accompagnait ses bontés, ramener l’esprit de madame la dauphine, et l’obliger à tenir une cour. »

 Ainsi organise-t-il chez elle des loteries dont les prix sont « ce qu’il y a de plus rare en bijoux et en étoffes ». Plus tard, une fois interdit le jeu de hoca (une sorte roulette où l'on perd de fortes sommes), il joue exclusivement chez elle. Mais « des façons d’agir si aimables, et dont toute autre belle-fille eût été enchantée, furent inutiles pour madame la dauphine ; et elle y répondit si mal que le Roi, rebuté, la laissa dans la solitude où elle voulait être, et toute la Cour l’abandonna avec lui. »
La princesse essaie cependant de conserver l'amitié du roi en flattant madame de Maintenon, à qui elle rapporte les médisances de la princesse palatine. Dix ans après la mort de la dauphine, l'épouse du roi s'en servira pour humilier « Madame ».

### Vie conjugale
Après avoir souligné le physique ingrat de la princesse, Madame de Caylus ajoute : 

« Et cependant Monseigneur [le dauphin] l’aima, et peut-être n’aurait aimé qu’elle, si la mauvaise humeur et l’ennui qu’elle lui causa ne l’avaient forcé à aller chercher des consolations et des amusements ailleurs . […] Il est aisé de comprendre qu’un jeune prince, tel qu’était Monseigneur alors, avait dû s’ennuyer infiniment entre madame sa femme et la Bessola, d’autant plus qu’elles se parlaient toujours allemand, langue que lui n’entendait pas, et sans faire aucune attention à lui. Il résista cependant, par l’amitié qu’il avait pour madame la dauphine ; mais, poussé à bout, il chercha à s’amuser chez [sa demi-sœur] madame la princesse de Conti, fille du Roi et de madame de La Vallière. Il y trouva d’abord de la complaisance et du plaisir parmi la jeunesse qui l’environnait : ainsi il laissa madame la dauphine jouir paisiblement de la conversation de son allemande. Elle s’en affligea quand elle vit le mal sans remède, et s’en prit mal à propos à madame la princesse de Conti. Son aigreur pour elle, et les plaintes qu’elle en fit souvent à Monseigneur, ne produisirent que de mauvais effets. Si nos princes sont doux, ils sont opiniâtres ; et s’ils échappent une fois, leur fuite est sans retour. Madame de Maintenon l’avait prévu, et en avait averti inutilement madame la dauphine. »

Le « Grand Dauphin » entame une liaison avec mademoiselle de Rambures, fille d’honneur de la dauphine et future marquise de Polignac. Elle reste sa maîtresse jusqu’en décembre 1686, où il rompt en découvrant que dans sa correspondance intime elle le surnomme « le gros giflard ». D’autres amours suivront, dont un mariage secret avec mademoiselle de Choin.

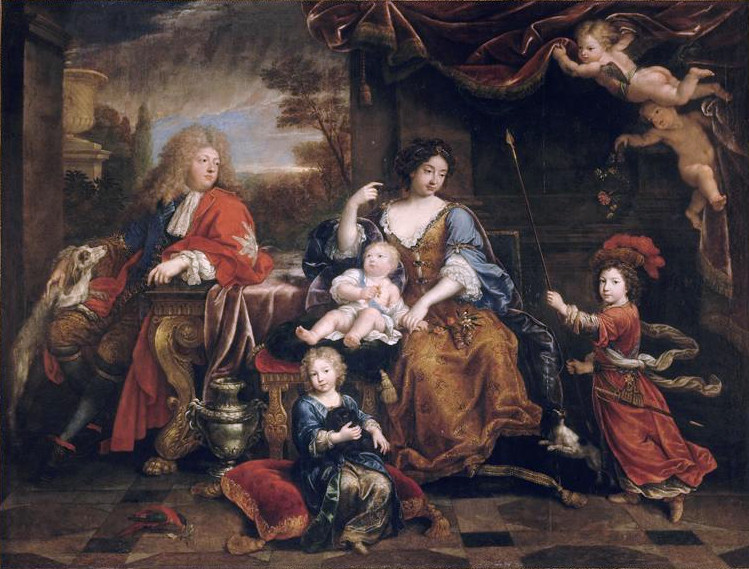
Mignard, La Famille du Grand Dauphin (1687), château de Versailles.

La dauphine enchaîne les fausses-couches (une en 1681 ; trois en 1685 ; deux en 1687) mais donne naissance à trois fils :
1. Louis de France, duc de Bourgogne (1682-1712), qui épouse en 1697 sa cousine Marie-Adélaïde de Savoie (1685-1712) ;
2. Philippe de France, duc d’Anjou puis roi d’Espagne en 1700 (1683-1746), qui épouse en 1701 sa cousine Marie-Louise-Gabrielle de Savoie (1688-1714), sœur de la précédente, puis en 1714 Élisabeth de Parme (1692-1766) ;
3. Charles de France, duc de Berry (1686-1714), qui épouse en 1710 sa cousine Marie-Louise-Élisabeth d’Orléans (1695-1719).

### Une princesse malade
Consciente d'un physique ingrat, la princesse déteste poser devant des peintres dont le pinceau la flatte. Voltaire affirme : « ses maux empiraient par le chagrin d’être laide dans une cour où la beauté était nécessaire. »
Toutefois, il semble que son retrait de la vie publique s'explique surtout par une mauvaise santé. Le duc de Saint-Simon observe qu’elle « était toujours mourante » et que « sa courte vie ne fut qu’une maladie continuelle ». Voltaire précise que « sa santé toujours mauvaise la rendait incapable de société. » Et cependant, « on lui contestait jusqu’à ses maux ; elle disait : Il faudra que je meure pour me justifier ! ». Madame de Caylus résume l’opinion de la Cour : « Elle passait sa vie renfermée dans de petits cabinets derrière ses appartements, sans vue et sans air ; ce qui, joint à son humeur naturellement mélancolique, lui donna des vapeurs. Ces vapeurs, prises pour des maladies effectives, lui firent faire des remèdes violents ; et enfin ces remèdes, beaucoup plus que ses maux, lui donnèrent la mort, après qu’elle nous eut donné trois princes. »

### Décès
Maternités et fausses-couches successives altèrent la santé de la dauphine. La naissance laborieuse de son dernier fils aggrave son état. « Persuadée que sa dernière couche lui avait donné la mort », elle meurt le 20 avril 1690. En bénissant et embrassant le duc de Berry âgé de trois ans, elle prononce ce vers d’Andromaque : « Ah ! mon fils, que tes jours coûtent cher à ta mère ! »
Si un abcès au bas-ventre s'est déclaré après son dernier accouchement, il semble qu'elle ait succombé à la tuberculose. Elle lègue son prie-Dieu, son secrétaire et 40 000 francs à Barbara Bessola, en la recommandant au roi qui lui alloue une pension de 4 000 livres.
L'évêque de Nîmes Esprit Fléchier prononce ainsi son oraison funèbre : « On la vit renoncer insensiblement aux plaisirs, et se faire une solitude où elle pût se dérober à sa propre grandeur, et jouir d’une paix profonde au milieu d’une cour tumultueuse. »